# Bernardo María de Jesús
Beato Bernardo María de Jesús fue un religioso y sacerdote superior general de los Pasionistas.

## Biografía
Murió el 7 de noviembre de 1831 en Roma hijo de Juan Tommaso y Teresa Silvestrelli, residentes de la Piazza della Minerva y bautizado con el nombre de Cesare Pietro ese mismo día. Su madre murió cuando él tenía 15 años de edad. Hizo su formación inicial en el jesuita Colegio Romano y posteriormente continuó sus estudios en el Oratorio de Caravita. Se sintió atraído por la vida de los Pasionistas y entró en el noviciado de la congregación en el monasterio de San José en Monte Argentario , Toscana , el 25 de marzo de 1854, a la edad de 22. En ese momento recibió el hábito religioso y se le dio el apellido  del Sagrado corazón de Jesús y María el 7 de abril. Un mes más tarde, sin embargo, se vio obligado a abandonar el noviciado por motivos de salud, pero continuó viviendo con los Pasionistas en otra casa en la misma ciudad, mientras que hizo estudios de teología. 
En el transcurso de sus estudios, fue ordenado sacerdote el 22 de diciembre de 1855. Entonces decidió volver a aplicar para entrar en la congregación, y fue aceptado, el 1 de abril siguiente ingresó en el noviciado de nuevo, esta vez en Morrovalle , donde volvió a vestir el hábito Pasionista y el nuevo nombre del hermano era Bernardo María de Jesús. Aquí él era el compañero de otro novato, Gabriel de la Dolorosa , que fue a su vez canonizado en 1920. El padre Bernardo María hizo su profesión de votos perpetuos el 28 de abril de 1857.  A partir de entonces realizó estudios para la predicación. Cuando se hayan cumplido, se le asignó, primero en la oficina del Director de Estudiantes en Morrovalle (1860-1864) y luego como maestro de novicios en el convento pasionista de la Scala Santa , junto a la basílica de San Juan de Letrán en Roma ( 1864-1869).
Posteriormente, fue nombrado Rector de la comunidad. Fue allí donde, el 19 de septiembre de 1870, el Papa Pío IX visitó los Sagrados Pasos de la cual el monasterio tomó su nombre. El Papa estaba haciendo su última visita a los sitios sagrados de Roma antes de que la ciudad fue sitiada por el ejército italiano invasor. El padre Bernardo apoyó el Papa por el brazo mientras ambos subían las escaleras, llorando amargamente.
En 1876 el padre Bernardo María fue elegido como el primer consultor provincial de la provincia romana, más tarde se convirtió en vice superior provincial. En el Capítulo General de la Congregación Pasionista de 1878 fue elegido superior general de la Congregación. Como padre superior general Bernardo María buscó la reconciliación de las facciones rivales en la Congregación. Fundó nuevas casas en el extranjero (especialmente en América Latina, así como el avance de la búlgara misión) y reformó el reglamento de la Congregación, siendo particularmente firme en la convicción de que un retorno al espíritu original y la Regla del fundador, San Pablo de la Cruz podría ser la única fórmula para revivir el espíritu de la Congregación.
Fue reelegido superior general en 1884 y renunció al cargo en 1889. En 1893 una visión de San Gabriel de la Dolorosa convencido Padre Bernard María para asistir al Capítulo General y que era entonces una vez más elegido superior general, un puesto de la cual fue reelegido de nuevo en 1899 y 1905. se estableció un centro internacional de estudios para estudiantes pasionistas en SS Juan y Pablo en Roma y visitó cada provincia pasionista en el mundo. Dimitió de nuevo en 1905, pero fue elegido 'general honorario' de por vida. En 1911 se retiró a la comunidad Pasionista en Moricone y allí murió en el diciembre de ese año.

## Culto
El motivo de su canonización fue abierta el 23 de mayo de 1939. Fue declarado Venerable por el Papa Pablo VI en 1973 y beatificada por el Papa Juan Pablo II el 16 de octubre de 1988.
| Predecesor: Bernardo Prelini (1875-1878) | Superior general de la Congregación de la Pasión (1878-1889/1893-1907) | Sucesor: Francisco Xavier Del Príncipe (1889-1890 Vice-general), (1890-1892) |